# Jorinde van Klinken
Jorinde van Klinken (ur. 2 lutego 2000) – holenderska lekkoatletka specjalizująca się w pchnięciu kulą oraz rzucie dyskiem.

## Życiorys
Brązowa medalistka mistrzostw Europy w pchnięciu kulą z mistrzostw w Monachium w 2022 roku. Młodzieżowa mistrzyni Europy w rzucie dyskiem. Trzecia kulomiotka podczas mistrzostw świata juniorów 2018 w Tampere. Zdobyła dwa medale mistrzostw Europy juniorów, złoty w Borås w 2019 roku oraz srebrny w Grosseto w 2017 roku. Uczestniczka igrzysk olimpijskich 2020 w Tokio, podczas których odpadła w kwalifikacjach rywalizacji rzutu dyskiem. Podczas mistrzostw świata 2022 w Eugene zajęła 4. miejsce w konkursie rzutu dyskiem oraz nie przebrnęła kwalifikacji pchnięcia kulą. Reprezentowała Holandię w pucharze Europy w rzutach.
W latach 2021–2022 studiowała na Uniwersytecie Stanu Arizona, reprezentując uczelnianą drużynę Arizona State Sun Devils w rozgrywkach NCAA. Po sezonie 2022 przeniosła się na Uniwersytet Oregonu i od sezonu halowego 2023 reprezentuje drużynę Oregon Ducks. Mistrzyni NCAA oraz halowa mistrzyni NCAA.
Dwukrotna mistrzyni Holandii w rzucie dyskiem oraz halowa mistrzyni Holandii w pchnięciu kulą.

## Rezultaty
| Rok  | Impreza                                 | Miejsce   | Konkurencja    | Pozycja           | Wynik |
| ---- | --------------------------------------- | --------- | -------------- | ----------------- | ----- |
| 2016 | Mistrzostwa świata juniorów             | Bydgoszcz | pchnięcie kulą | el. – 16. miejsce | 14,31 |
| 2016 | Mistrzostwa świata juniorów             | Bydgoszcz | rzut dyskiem   | 10. miejsce       | 49,15 |
| 2017 | Mistrzostwa Europy juniorów             | Grosseto  | pchnięcie kulą | 2. miejsce        | 16,89 |
| 2017 | Mistrzostwa Europy juniorów             | Grosseto  | rzut dyskiem   | 6. miejsce        | 51,53 |
| 2018 | Mistrzostwa świata juniorów             | Tampere   | pchnięcie kulą | 3. miejsce        | 17,05 |
| 2018 | Mistrzostwa świata juniorów             | Tampere   | rzut dyskiem   | 7. miejsce        | 50,61 |
| 2018 | Mistrzostwa Europy                      | Berlin    | rzut dyskiem   | el. – 20. miejsce | 54,33 |
| 2019 | Puchar Europy w rzutach                 | Šamorín   | pchnięcie kulą | 1. miejsce (U23)  | 16,38 |
| 2019 | Puchar Europy w rzutach                 | Šamorín   | rzut dyskiem   | 3. miejsce (U23)  | 55,86 |
| 2019 | Mistrzostwa Europy juniorów             | Borås     | pchnięcie kulą | 1. miejsce        | 17,39 |
| 2019 | Mistrzostwa Europy juniorów             | Borås     | rzut dyskiem   | el. – 15. miejsce | 47,67 |
| 2019 | Mistrzostwa świata                      | Doha      | rzut dyskiem   | el. – 18. miejsce | 58,58 |
| 2021 | Młodzieżowe mistrzostwa Europy          | Tallinn   | pchnięcie kulą | 4. miejsce        | 16,91 |
| 2021 | Młodzieżowe mistrzostwa Europy          | Tallinn   | rzut dyskiem   | 1. miejsce        | 63,02 |
| 2021 | Igrzyska olimpijskie                    | Tokio     | rzut dyskiem   | el. – 14. miejsce | 61,15 |
| 2022 | Mistrzostwa świata                      | Eugene    | pchnięcie kulą | el. – 16. miejsce | 18,19 |
| 2022 | Mistrzostwa świata                      | Eugene    | rzut dyskiem   | 4. miejsce        | 64,97 |
| 2022 | Mistrzostwa Europy                      | Monachium | pchnięcie kulą | 3. miejsce        | 18,94 |
| 2022 | Mistrzostwa Europy                      | Monachium | rzut dyskiem   | 4. miejsce        | 64,43 |
| 2023 | Mistrzostwa świata                      | Budapeszt | pchnięcie kulą | 9. miejsce        | 19,05 |
| 2023 | Mistrzostwa świata                      | Budapeszt | rzut dyskiem   | 4. miejsce        | 67,20 |
| 2024 | Halowe mistrzostwa świata               | Glasgow   | pchnięcie kulą | 16. miejsce       | 16,88 |
| 2024 | Mistrzostwa Europy                      | Rzym      | pchnięcie kulą | 2. miejsce        | 18,67 |
| 2024 | Mistrzostwa Europy                      | Rzym      | rzut dyskiem   | 2. miejsce        | 65,99 |
| 2024 | Igrzyska olimpijskie                    | Paryż     | pchnięcie kulą | el. – 28. miejsce | 16,35 |
| 2024 | Igrzyska olimpijskie                    | Paryż     | rzut dyskiem   | 7. miejsce        | 63,35 |
| 2025 | Halowe mistrzostwa Europy               | Apeldoorn | pchnięcie kulą | 8. miejsce        | 18,41 |
| 2025 | Halowe mistrzostwa świata               | Nankin    | pchnięcie kulą | 12. miejsce       | 17,72 |
| 2025 | I dywizja drużynowych mistrzostw Europy | Madryt    | rzut dyskiem   | 1. miejsce        | 64,61 |

## Rekordy życiowe
- pchnięcie kulą (hala) – 19,57 (11 lutego 2023, Albuquerque)
- pchnięcie kulą (stadion) – 19,05 (26 sierpnia 2023, Sacramento)
- rzut dyskiem – 70,22 (22 maja 2021, Tucson) rekord Holandii